# Reine-Aimée Côté
 (novembre 2017).
Si vous disposez d'ouvrages ou d'articles de référence ou si vous connaissez des sites web de qualité traitant du thème abordé ici, merci de compléter l'article en donnant les références utiles à sa vérifiabilité et en les liant à la section « Notes et références ».
Reine-Aimée Côté (née de Villebois) est une écrivaine québécoise née en Abitibi en 1948.

## Honneurs
- 1991 - Premier prix du Concours La Bonante
- 2004 - Prix Robert-Cliche, Les bruits
- 2005 - Prix Abitibi-Consolidated